# Francesc Vancells i Vieta
Francesc Vancells i Vieta (Barcelona, 1877 - Terrassa, 1940) fou un director i promotor coral religiós, a més de compositor. Va dedicar gran part de les seves composicions a la Basílica del Sant Esperit de Terrassa.